# Aqua Lung International

Logo von La Spirotechnique

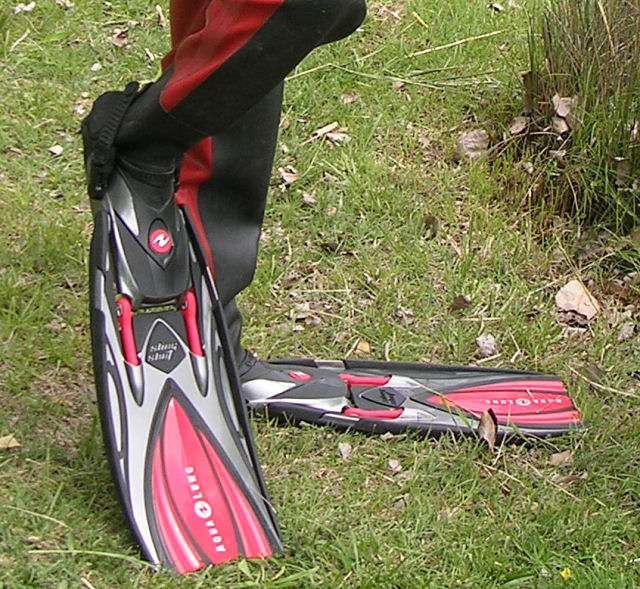
Flossen von Aqua Lung

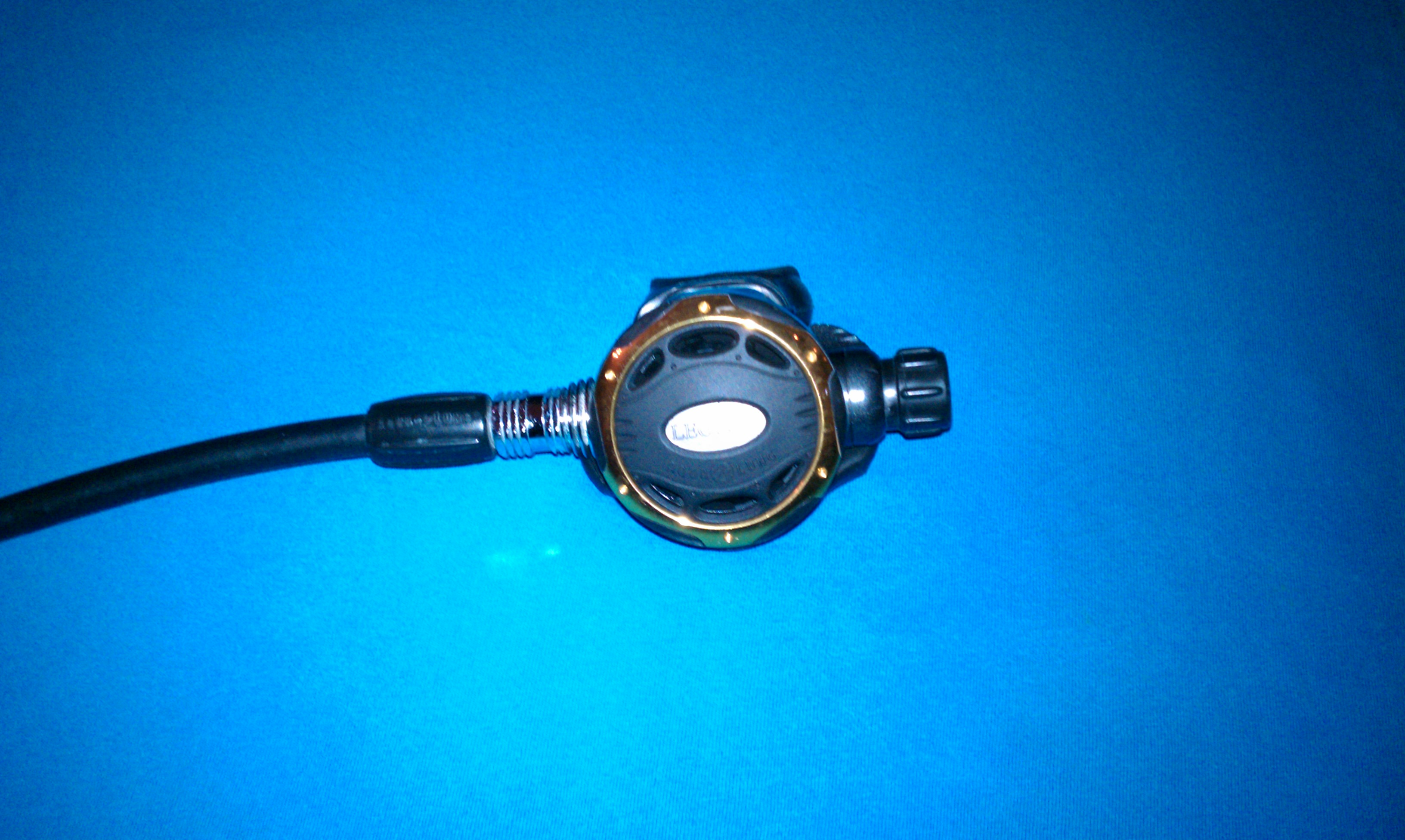
Atemregler Aqua Lung Legend (2010)

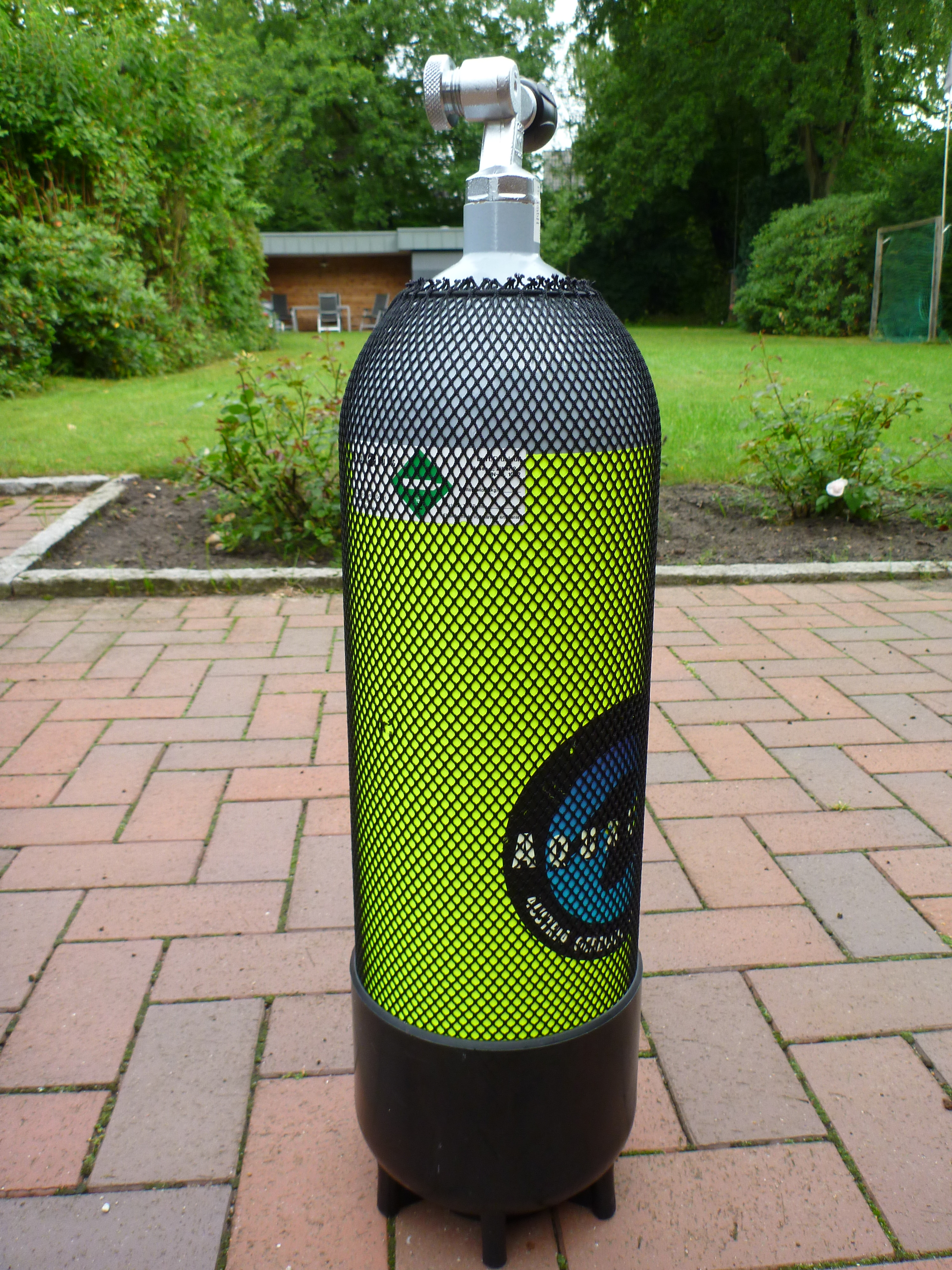
Druckluftflasche 200 Bar mit DIN-Ventil von Aqua Lung

Aqua Lung International (bis Anfang der 1990er Jahre La Spirotechnique) ist ein Hersteller von Tauchausrüstung für militärische, professionelle und Sport-Taucher. Das Unternehmen gehörte bis 2016 dem Air-Liquide-Konzern, der auch ein Schwesterunternehmen mit dem Namen Aqua Lung America besitzt, und wurde 2016 an die britische Montagu Private Equity verkauft.

## Unternehmensgeschichte
Im Dezember 1942 traf Jacques-Yves Cousteau zum ersten Mal mit Émile Gagnan, einem Ingenieur der Firma Air Liquide, die sich auf die Destillation von flüssiger Luft spezialisiert hatte, in Paris zusammen. Wegen der Rationierung des Benzins im Zweiten Weltkrieg entwickelten Gagnan und Cousteau zusammen einen miniaturisierten Gasgenerator. Inspiriert von Erfindungen der Ingenieure Benoît Rouquayrol und Auguste Denayrouze aus dem Jahre 1860, entwickelten Cousteau und Gagnan einen Atemregler für Taucher, den sie 1943 patentieren ließen. Noch im gleichen Jahr wurden zwei Prototypen hergestellt, die Frédéric Dumas und Cousteau bei den Dreharbeiten ihres Unterwasser-Films Épaves (‚Schiffswracks‘) einsetzten.
Kurz nach dem Zweiten Weltkrieg entwickelten Cousteau und Gagnan eine stark optimierte Variante ihres Atemreglers, den CG45. Im Jahr 1946 gründete Air Liquide die Tochterfirma La Spirotechnique, um Tauchausrüstung in der Massenproduktion herzustellen. Durch diesen Schritt wurde ein hochwertiger Lungenautomat erstmals zu günstigen Preisen verfügbar. Dies trug maßgeblich zur Entstehung und Entwicklung des Freizeittauchsports in den 1950er Jahren bei. 1946 begann Air Liquide den CG45 unter der Marke Aqua Lung in anglo-sächsischen Ländern zu vermarkten. 
Während sich in den USA die Abkürzung SCUBA durchsetzte, etablierte sich – aufgrund der großen Verbreitung des Aqua Lung CG45 – in Großbritannien der Begriff Aqualung in der Umgangssprache als die Bezeichnung für ein Tauchgerät. Bis 1955 verkaufte La Spirotechnique neben anderen Tauchausrüstungsgegenständen nur ein Automatenmodell, den CG45. Danach begann die Produktion des Folgemodells Mistral. Wie sein Vorgänger war auch dies ein Zweischlauchautomat. Unwissend darüber, dass Ted Eldred in Australien bereits 1952 begonnen hatte, einen Einschlauchautomaten zu verkaufen, vermarktete La Spirotechnique 1955 auch noch einen Cristal genannten Einschlauchautomat als Weltneuheit. Im englischen Sprachraum wurde dieser Einschlauchautomat unter dem Namen Aquamatic verkauft.
In den USA war U.S. Divers für viele Jahre der Generalimporteur für die Aqua Lung-Produkte. Später übernahm Air Liquide U.S. Divers und benannte die Firma in Aqua Lung America um. U.S. Divers blieb aber als Marke weiter bestehen. La Spirotechnique wurde Anfang der 1990er Jahre zu Aqua Lung International umbenannt.

## Aqua Lung International und Aqua Lung America
Aqua Lung International und Aqua Lung America besitzen neben U.S. Divers auch noch die für Wasser- und Unterwasserausrüstungen bekannten Marken: Aqua Sphere, Deep Sea, Apeks, Whites, Aerial und Stohlquist. Heute sind Aqua Lung International und Aqua Lung America Tochterunternehmen von Air Liquide, mit mehr als 200 Mitarbeitern und Mitarbeiterinnen in den USA, weltweit sind es über 500. Aqua Lung betreibt zurzeit zwölf Niederlassungen weltweit.